# Jordi Gómez
Jordi Gómez García-Penche (Barcelona, España, 24 de mayo de 1985), conocido como Jordi Gómez, es un futbolista español que juega de centrocampista en el PAC Omonia 29M de la Segunda División de Chipre.

## Trayectoria

### Barcelona B
Gómez comenzó su carrera en la temporada 2005-06 con el Barcelona B en la Segunda División B, llegando a marcar 6 goles en 36 partidos. En la siguiente temporada no marcó ningún gol en 21 partidos y su equipo fue relegado.

### RCD Espanyol
En la temporada 2007-08 pasó al Espanyol marcando 10 goles en 32 partidos con el equipo B en Segunda B, y jugando dos veces con el primer equipo en Primera división.

### Swansea City
Junto con otro jugador del Espanyol, Gorka Pintado, Gómez fue cedido al Swansea City de Gales, el 6 de junio de 2008, coincidiendo con un entrenador español, Roberto Martínez.

### Wigan Athletic FC
Para la temporada siguiente, fue comprado por el Wigan Athletic de la Premier League, pagándose 1.700.000 £ por su pase.

### Rayo Vallecano
En enero de 2017 es fichado por el Rayo Vallecano para lo que queda de temporada 2016/2017.

### Levski Sofia
El 6 de julio de 2017 firma por dos temporadas con el PFC Levski Sofia.

### Omonia Nicosia
En agosto de 2018 abandona el conjunto búlgaro para firmar por el AC Omonia Nicosia.

### Hat-tricks
Partidos en los que anotó tres o más goles: 
 Actualizado de acuerdo al último partido jugado el 10 de noviembre de 2012.
| 1 | 10 de noviembre de 2012 | DW Stadium, Wigan | WIgan - Reading FC |  | 3 - 2 | Premier League 2012-13 |

## Palmarés

### Títulos nacionales
| Título                     | Club                 | País       | Año     |
| -------------------------- | -------------------- | ---------- | ------- |
| FA Cup                     | Wigan Athletic F. C. | Inglaterra | 2012-13 |
| Primera División de Chipre | A. C. Omonia Nicosia | Chipre     | 2020-21 |
| Supercopa de Chipre        | A. C. Omonia Nicosia | Chipre     | 2021    |
| Copa de Chipre             | A. C. Omonia Nicosia | Chipre     | 2021-22 |